# Riu Canadian
El Canadian River (en idioma Pawnee: Kícpahat) és l'afluent de més llargada del riu Arkansas. Fa uns 1.458 km de llargada, neix a l'estat de Colorado i passa per Nou Mèxic, el Texas Panhandle, i Oklahoma. La seva conca de drenatge és de 124.000 km².
Aquest Canadian River de vegades s'anomena en anglès South Canadian River per diferenciar-lo del riu North Canadian River, que hi desemboca.

## Etimologia
No és clar el motiu pel qual aquest riu s'anomena Canadian River. En el mapa de la ruta de John C. Fremont de l'any 1845 aquest riu figura amb el nom de "Goo-al-pah o Canadian River" pels noms Comanche i Kiowa per la riu (Kiowa gúlvàu, (IPA: [gúdl-p'ɔː]) 'red river'). Aquest nom podria haver estat donat pels caçadors i comerciants francesos, especialment els germans Mallet, que provenien del Canadà, Nova França que assumien que el riu fluïa cap al nord fins al Canadà. El 1929 Muriel H. Wright va escriure que el Canadian River va rebre aquest nom cap a 1820 pels comerciants francesos.
Segons la Encyclopedia of Oklahoma History and Culture, els exploradors espanyols dels segles XVII i XVIII en deien el Rio Buenaventura i el Magdalena.
Una explicació més recent prové de William Bright, qui va escriure que el nom "probablement deriva de Río Canadiano", una forma castellana del de l'idioma caddo káyántinu, el qual designa el proper Red River.
El nom podria ser d'origen castellà de la paraula cañada (canyada).

## Història
El primer europeu a explorar aquest riu va ser Juan de Oñate, el 1701. El francès Bénard de la Harpe l'explorà entre la desembocadura i les Muntanyes Kiamichi el 1715. Amb la compra de Louisiana de 1803 i a l'est de Nou Mèxic va ser adquirit pels Estats Units.
El 1818, la tribu Quapaw cedí tot el territori al nord del Canadian River als Estats Units.
El 1890, quan es va proclamar el Territori d'Oklahoma, el riu formà part de la frontera entre el Territori d'Oklahoma i el Territori Indi. Aquesta frontera va ser erradicada en formar-se l'estat d'Oklahoma el 1907.

## Curs
Aquest riu neix a les Muntanyes Sangre de Cristo, a uns 2.900 m d'altitud a les coordenades 37˚01´ N, 105˚03´ W. Témolts meandres i els seus afluents principals són el North Canadian, Little i Riu Deep Fork .